# Xian de Riwoqê
Ne doit pas être confondu avec Rivoche.
Le xian de Riwoqê ou Riwoché (tibétain : རི་བོ་ཆེ་རྫོང་, Wylie : ri bo che rdzong : 类乌齐县 ; pinyin : Lèiwūqí Xiàn) est un district administratif de la région autonome du Tibet en Chine. Il est placé sous la juridiction de la préfecture de Qamdo.

## Démographie
La population du district était de 39 683 habitants en 1999.
La ville comptait 5 224 habitants en 2000.